# Yugarthn
 (novembre 2020).
Le nom de Yugarthn ressort de la tradition anthroponymique berbère : il s'agit d’une structure complexe, bien documentée par de nombreux noms berbères anciens (Antiquité, Moyen Âge), également conservée dans l'ethnonymie actuelle, selon le modèle : Verbe conjugué à la 3e personne + pronom personnel affixe (régime direct ou indirect) de 3e personne de pluriel : « il/elle – X – les/à eux ».
Il s'agit donc d'une phrase verbale avec complément pronominal. En l'occurrence, l'interprétation du nom doit être analysé en : y-ugar-thn = il-dépasse-les = « il les dépasse », du verbe ager/uger-ugar « dépasser, être de reste », parfaitement vivant dans les dialectes berbères actuels (marocains, touaregs, algériens etc.).